# Zirkulärreaktion
Der Begriff der Zirkulärreaktion (auch Kreisreaktion genannt) beschreibt ein in der Entwicklung eines Kindes mehrfach auftretendes Denk- und Handlungsschema, das jeweils charakteristisch für die entsprechende Entwicklungsstufe ist. Er ist ein Begriff aus der Entwicklungspsychologie, der durch den Psychologen Jean Piaget bekannt geworden ist.
Piaget unterscheidet zwischen primärer, sekundärer und tertiärer Zirkulärreaktion. Die Zirkulärreaktionen sind wichtige Elemente der sensu-motorischen Entwicklungsstufe, die zwischen Geburt und dem zweiten Lebensjahr eines Kindes zu beobachten ist. Nach Piaget folgen auf die sensumotorische Entwicklungsstufe die präoperationale, die konkret-operationale und die formal-operationale Entwicklungsstufe.

## Primäre Zirkulärreaktion (im Alter von 1. bis 4. Monat)
Unter primären Zirkulärreaktionen werden aus Reflex vollzogene Handlungen verstanden: Das Kind wiederholt eine Handlung. Es sind jedoch ichzentrierte Handlungen, die nicht im Hinblick auf ein bestimmtes Ergebnis in der Umgebung ausgeführt werden. (Bsp.: durch zufällige Bewegung kommt das Kind an eine Rassel, die in Reichweite seines Bettchens hängt. Die Berührung erzeugt ein Geräusch, das dem Kind Freude macht. Das Kind versteht nicht, dass genau diese Berührung das Geräusch verursacht, wiederholt jedoch die Bewegung, wobei auch das Geräusch von Zeit zu Zeit wieder auftritt).

## Sekundäre Zirkulärreaktion (4.–8. Monat)
Als sekundäre Zirkulärreaktion wird die Wiederholung einer bereits zur Zufriedenheit des Kindes gemachte Aktion verstanden. Das Kind kann den erzielten Effekt noch nicht vorausahnen, unterscheidet jedoch bereits zwischen Objekt und sich selbst. Es nimmt seine Umwelt wahr. Die Handlungen erzeugen Ergebnisse, die zuvor bereits einmal zufällig erwirkt wurden. (Das Kind nimmt die Rassel als Objekt wahr und lernt, dass deren Berührung ein angenehmes Gefühl auslöst. Dass das erzeugte Geräusch von der Rassel stammt und durch die Berührung entsteht, was das angenehme Gefühl auslöst, hat das Kind aber noch nicht verstanden).

## Tertiäre Zirkulärreaktion (12.–18. Monat)
Die dritte Stufe (tertiäre Zirkulärreaktion) liegt dann vor, wenn das Kind die Handlung in einer anderen Umgebung mit anderen Gegenständen ausführt, um gezielt den angestrebten Effekt zu erzielen. Das Kind spielt aktiv mit dem Objekt und kann zwischen Objekt, Handlung und sich selbst unterscheiden. Das Objekt bekommt substantiellen Dingcharakter (Objektpermanenz). (Das Kind sucht die Rassel und kombiniert das Geräusch mit dem Objekt. Auch wenn die Rassel nicht sichtbar ist, existiert sie für das Kind trotzdem).